# Causing a Commotion
"Causing a Commotion" là một bài hát của ca sĩ người Mỹ Madonna, nằm trong album nhạc phim Who's That Girl. Nó được phát hành vào ngày 25 tháng 8 năm 1987 bởi Sire Records như là đĩa đơn thứ hai trích từ album. Phiên bản Silver Screen Single Mix của bài hát sau đó còn xuất hiện trên EP phát hành tại Anh The Holiday Collection (1991). Được sáng tác và sản xuất bởi Madonna và Stephen Bray, bài hát lấy cảm hứng từ mối quan hệ giữa Madonna với người chồng khi đó Sean Penn.
"Causing a Commotion" nhận được những đánh giá trái chiều từ các nhà phê bình âm nhạc đương đại. Về mặt thương mại, nó trở thành một đĩa đơn top 10 tại Hoa Kỳ, Úc, Canada, Ireland, Ý, New Zealand, Thụy Điển và Vương quốc Anh, và đứng đầu bảng xếp hạng Billboard Hot Dance Club Songs.

## Danh sách bài hát
| - Đĩa 7" tại Mỹ 1. "Causing a Commotion" (Silver Screen Single Mix) – 4:05 2. "Jimmy Jimmy" (LP) – 3:54 - Đĩa 12" tại Vương quốc Anh 1. "Causing a Commotion" (Silver Screen Mix) – 6:39 2. "Causing a Commotion" (Movie House Mix) – 9:44 3. "Jimmy Jimmy" (Fade) – 3:39 - Đĩa 7" quảng cáo tại Mỹ 1. "Causing a Commotion" (Silver Screen Single Mix) – 4:05 2. "Causing a Commotion" (Movie House Edit) – 4:08 | - Đĩa 12" Maxi tại Mỹ 1. "Causing a Commotion" (Silver Screen Mix) – 6:39 2. "Causing a Commotion" (Dub) – 7:09 3. "Causing a Commotion" (Movie House Mix) – 9:44 4. "Jimmy Jimmy" (LP) – 3:54 - Đĩa CD maxi tại Đức / Vương quốc Anh (1995) 1. "Causing a Commotion" (Silver Screen Mix) – 6:39 2. "Causing a Commotion" (Dub) – 7:09 3. "Causing a Commotion" (Movie House Mix) – 9:44 4. "Jimmy Jimmy" (LP) – 3:54 |

## Xếp hạng
| Bảng xếp hạng (1987)         | Vị trí cao nhất |
| ---------------------------- | --------------- |
| Australian Kent Music Report | 7               |
| Austrian Singles Chart       | 14              |
| Belgian VRT Top 30           | 2               |
| Canadian RPM Singles Chart   | 2               |
| Dutch Top 40                 | 3               |
| Eurochart Hot 100 Singles    | 3               |
| German Singles Chart         | 14              |
| Irish Singles Chart          | 2               |
| Italian Singles Chart        | 4               |
| Norwegian Singles Chart      | 10              |
| New Zealand Singles Chart    | 6               |
| Spanish Singles Chart        | 21              |
| Swedish Singles Chart        | 13              |
| Swiss Singles Chart          | 9               |
| UK Singles Chart             | 4               |
| US Billboard Hot 100         | 2               |
| US Hot Adult Contemporary    | 37              |
| US Hot Dance Club Play       | 1               |

| Bảng xếp hạng (1987)       | Vị trí |
| -------------------------- | ------ |
| Canadian RPM Singles Chart | 42     |
| Italian Singles Chart      | 24     |
| US Billboard Hot 100       | 46     |